# Ludolphe de Renesse
Ludolphe Charles François de Renesse (Luik, 9 juli 1825 - Elsene, 7 maart 1889) was een Belgisch senator en burgemeester.

## Levensloop
Ludolphe de Renesse was de oudste van de zes kinderen van senator Louis-Joseph de Renesse en barones Antoinette de Stockhem. Hij bleef vrijgezel.
Na militaire studies diende hij als luitenant bij de Uhlanen in het Oostenrijkse leger. Rond 1850 was hij weer in België en verdeelde zijn activiteiten tussen Brussel en 's Herenelderen.
Van 1850 tot 1873 was hij achtereenvolgens majoor en luitenant-kolonel van de Burgerwacht in Brussel. Vanaf 1861 was hij ook lid van de Permanente Commissie voor de Nationale Schietbaan.
In 1879 werd hij verkozen tot liberaal senator voor het arrondissement Brussel en vervulde dit mandaat tot juni 1888, enkele maanden voor zijn dood.
In 's Herenelderen volgde hij in 1863 zijn overleden vader op als burgemeester en bekleedde dit ambt tot aan zijn dood.
In het voetspoor van zijn grootvader en zijn vader, was hij medestichter - het jaar van zijn dood - van de Koninklijke vereniging voor archeologie in Brussel.